# Erik Lindell
Erik Lindell, född 14 februari 1996, är en svensk fotbollsspelare som spelar för Degerfors IF.

## Karriär
Säsongen 2015 spelade Lindell i IF Sylvia samtidigt som han var lärling i IFK Norrköpings A-lag. Han var den spelare som spelade flest minuter för IF Sylvia det året.
Säsongen 2018 var Lindell för andra året i rad utlånad till Degerfors IF från sin moderklubb IFK Norrköping.
I mars 2019 värvades Lindell av Degerfors IF, där han skrev på ett ettårskontrakt med option på ytterligare två år. Den 29 november 2019 skrev Lindell på ett nytt ettårskontrakt med option på ytterligare ett år. Han spelade 28 ligamatcher under säsongen 2020, då Degerfors IF blev uppflyttade till Allsvenskan. I december 2020 förlängde Lindell sitt kontrakt i Degerfors med två år. I december 2022 förlängde han på nytt sitt kontrakt med två år.
I juli 2023 så skrev Lindell på för danska Akademisk Boldklub. I juni 2024 återvände han till Degerfors IF och skrev på ett 2,5-årskontrakt med klubben.